# Definición de Calcedonia
La definición de Calcedonia, también llamada credo de Calcedonia o definición calcedoniana, es una declaración de la naturaleza de Cristo, adoptada en el Concilio de Calcedonia en el año 451 d. C. Calcedonia fue un centro primitivo del cristianismo situado en Asia Menor, la actual Turquía. El concilio fue el cuarto de los concilios ecuménicos que son aceptados por las iglesias  calcedonianas que incluyen a la Iglesia católica,  ortodoxa oriental, luterano, anglicanos y reformada.
Fue el primer concilio que no fue reconocido por ninguna iglesia de la Ortodoxa Oriental; por esta razón, estas iglesias pueden ser clasificadas como no calcedonianas.

## Contexto
El Concilio de Calcedonia fue convocado para considerar la cuestión cristológica a la luz de la visión de «una sola naturaleza» de Cristo propuesta por Eutiques, archimandrita en Constantinopla, que prevaleció en el Concilio de Éfeso II en 449, a veces referido como el "Sínodo de los ladrones".
El Concilio ratificó solemnemente por primera vez el Credo de Nicea adoptado en el año 325 y ese credo modificado por el Primer Concilio de Constantinopla en el año 381. También confirmó la autoridad de dos cartas sinodales de Cirilo de Alejandría y el carta del papa León I a Flaviano de Constantinopla.

## Contenido
El texto completo de la definición reafirma las decisiones del Concilio de Éfeso, la preeminencia del Credo de Nicea (325) y las definiciones posteriores del Concilio de Constantinopla (381).
En una de las traducciones al inglés, la sección clave, que enfatiza la doble naturaleza de Cristo (humana y divina), dice

Siguiendo, pues, a los santos Padres, todos enseñamos unánimemente que nuestro Señor Jesucristo es para nosotros Uno y el mismo Hijo, el Mismo Perfecto en la Divinidad, el Mismo Perfecto en la Hombría; verdaderamente Dios y verdaderamente Hombre; el Mismo de alma y cuerpo racionales; co-esencial con el Padre según la Divinidad, el mismo co-esencial con nosotros según la Hombría; como nosotros en todo, sin pecado; antes de los siglos engendrado por el Padre en cuanto a la Divinidad, pero en los últimos días, el mismo, por nosotros y para nuestra salvación (nacido) de María la Virgen Theotokos en cuanto a la Hombría; Uno y el mismo Cristo, Hijo, Señor, Unigénito; reconocido en dos naturalezas de forma inconfundible, inmutable, indivisible, inseparable; la diferencia de las naturalezas no desaparece por la unión, sino que se conservan las propiedades de cada naturaleza y (ambas) concurren en una sola persona y una sola hipóstasis; no como si estuviera dividido en dos personas, sino como si fuera el mismo Hijo y Unigénito Dios, el Verbo, el Señor, Jesucristo; tal como desde el principio los profetas han enseñado acerca de Él, y como el Señor Jesucristo mismo nos ha enseñado, y como el Símbolo de los Padres nos ha transmitido.

La Definición abordaba implícitamente una serie de creencias heréticas populares. La referencia a "co-esencial con el Padre" se dirigía al arrianismo; "co-esencial con nosotros" se dirige al apolinarismo; "dos naturalezas inconfundibles, inmutables" refuta el eutiquianismo; e "indivisiblemente, inseparablemente" y "Theotokos" son contra el nestorianismo.

## Disidencia ortodoxa oriental
La Definición de Calcedonia fue escrita en medio de la controversia entre la Occidental y la Iglesias Orientales sobre el significado de la Encarnación. La iglesia occidental aceptó fácilmente el credo, pero algunas iglesias orientales no lo hicieron. Los disturbios políticos impidieron la asistencia de los obispos armenios. Aunque Calcedonia reafirmó la condena del Tercer Concilio a Nestorio, los no calcedonianos siempre sospecharon que la definición calcedoniana tendía al nestorianismo. Esto se debió en parte a la restauración de un número de obispos depuestos en el Segundo Concilio de Éfeso, obispos que habían indicado previamente lo que parecía ser un apoyo a las posiciones nestorianas.
La Iglesia copta de Alejandría disintió, manteniendo la fórmula preferida por Cirilo de Alejandría para la unicidad de la naturaleza de Cristo en la encarnación de Dios Verbo como "de dos naturalezas". El lenguaje de Cirilo no es coherente y puede haber apoyado la opinión de que es posible contemplar en teoría dos naturalezas después de la encarnación, pero la Iglesia de Alejandría consideró que la Definición debería haber afirmado que Cristo es reconocido "fuera de dos naturalezas" en lugar de "en dos naturalezas".
La definición define que Cristo es "reconocido en dos naturalezas", que "se reúnen en una sola persona y en una hipóstasis". La definición formal de "dos naturalezas" en Cristo fue entendida por los críticos del concilio en su momento, y es entendida por muchos historiadores y teólogos en la actualidad, como del lado de la cristología occidental y antioquena y como divergente de la enseñanza de Cirilo de Alejandría, que siempre subrayó que Cristo es "uno". Sin embargo, un análisis moderno de las fuentes del credo (por A. de Halleux, en Revue Theologique de Louvain 7, 1976) y una lectura de las actas, o procedimientos, del concilio muestran que los obispos consideraban a Cirilo como la gran autoridad y que incluso el lenguaje de "dos naturalezas" deriva de él.
Esta posición miafisita, caracterizada históricamente por los seguidores de Calcedonia como "monofisitismo", aunque esto es negado por los disidentes, constituyó la base para la distinción de la Iglesia Copta de Egipto y la Etiopía y las iglesias "Jacobita" de la Siria, y la Iglesia Apostólica Armenia de otras iglesias.